# Oued Zem
Oued Zem (Arabisch: واد زم) is een stad in centraal Marokko, gelegen in de provincie Khouribga binnen de regio Béni Mellal-Khénifra. De stad telt volgens de volkstelling van 2014 circa 100.000 inwoners. Oued Zem ligt op een hoogvlakte in het westelijke deel van het Midden-Atlasgebergte, op ongeveer 150 kilometer ten zuidoosten van Casablanca.

## Geografie
Oued Zem is gelegen in een droge, landelijk gebied dat wordt gekenmerkt door heuvels, plateaus en landbouwgronden. De stad ligt in de nabijheid van de fosfaatrijke gebieden rond Khouribga, een van de belangrijkste mijnbouwcentra van Marokko.

## Geschiedenis
Voor de komst van het Franse protectoraat in 1912 was Oued Zem een kleine nederzetting die voornamelijk bewoond werd door Arabisch- en Amazighsprekende stammen. De bewoners leefden vooral van landbouw, veeteelt en handel. Door haar ligging tussen de Atlantische kust en het Atlasgebergte fungeerde de stad als doorgangsroute voor karavanen.
Na het instellen van het Frans protectoraat werd de stad onder koloniaal bestuur geplaatst. Vanaf de jaren 1920 kreeg Oued Zem strategische betekenis door de nabijheid van de fosfaatmijnen in Khouribga, die onder controle stonden van het Franse mijnbouwbedrijf OCP (Office Chérifien des Phosphates). De Fransen bouwden in Oued Zem militaire posten en administratieve infrastructuur om hun gezag in de regio te versterken.
Op 20 augustus 1955 vond in Oued Zem een van de bloedigste opstanden plaats tegen de Franse koloniale overheersing. De opstand brak uit in de context van de ballingschap van sultan Mohammed V in 1953, die tot grote volkswoede leidde. Gewapende burgers vielen Franse posten en huizen van kolonisten aan. Volgens Franse bronnen kwamen meer dan 100 Europese burgers om het leven. Als reactie zette het Franse leger zwaar geweld in: de stad werd belegerd, gebombardeerd en honderden Marokkaanse burgers werden geëxecuteerd of gearresteerd. Deze gebeurtenissen veroorzaakten internationale ophef en droegen bij aan de versnelde onderhandelingen over de onafhankelijkheid van Marokko.
De opstand van Oued Zem wordt in Marokko jaarlijks herdacht op 20 augustus, bekend als de Revolutie van de Koning en het Volk (Arabisch: ثورة الملك والشعب), en geldt als een keerpunt in de Marokkaanse onafhankelijkheidsstrijd.
Na de onafhankelijkheid in 1956 groeide de stad door interne migratie en haar functie als regionaal centrum. Veel inwoners vonden werk in de nabijgelegen fosfaatmijnen of migreerden naar Europa, met name naar Frankrijk, België en Nederland. Ondanks economische activiteit bleef Oued Zem te maken houden met structurele uitdagingen zoals werkloosheid, beperkte industriële ontwikkeling en infrastructuurtekorten.

## Bevolking en samenleving
De bevolking van Oued Zem bestaat voornamelijk uit Arabisch- en Amazighsprekende Marokkanen. Veel inwoners hebben familieleden in het buitenland, met name in Frankrijk, België en Spanje. Arbeidsmigratie speelt al decennialang een belangrijke rol in het leven van de lokale gemeenschap.
De stad heeft een uitgesproken religieus en conservatief karakter, met een groot aantal moskeeën en religieuze instellingen. Tradities, ambachten en familiewaarden zijn diepgeworteld in het dagelijks leven.

## Economie
De economie van Oued Zem is sterk verbonden met de fosfaatindustrie, hoewel de stad zelf geen directe mijnbouwactiviteiten herbergt. Veel inwoners werken in de fosfaatmijnen van nabijgelegen steden zoals Khouribga, of zijn actief in ambachten, handel en de informele economie. Ook worden er olijven, granen en vee geteeld in de omgeving.
Ondanks deze economische activiteiten kampt de stad met structurele werkloosheid, vooral onder jongeren. De stad kent daarnaast een relatief lage mate van industrialisatie en toeristische ontwikkeling.

## Infrastructuur
Oued Zem is bereikbaar via regionale wegverbindingen, waaronder routes richting Khouribga, Casablanca en Beni Mellal. De stad beschikt over een busstation met verbindingen naar grotere stedelijke centra, maar heeft geen eigen treinstation. De dichtstbijzijnde treinterminal bevindt zich in Khouribga.

## Cultuur
De stad kent een rijke orale geschiedenis en traditionele muziek, waaronder vormen van Amazigh folklore en Malhoun. Lokale festivals en religieuze feestdagen worden vaak op traditionele wijze gevierd. Er zijn verschillende kleine markten (souks) waar lokale producten en ambachten worden verhandeld.

## Opmerkelijke gebeurtenissen
20 augustus 1955 – De opstand van Oued Zem tegen het Franse protectoraat, waarbij honderden doden vielen. Deze dag wordt nog jaarlijks herdacht.